# Mark Zak
Mark Zak (* 1959 in Lwiw) ist ein deutscher Schauspieler und Autor.

## Leben
Zak wuchs in Odessa auf und kam 1974 mit seiner Familie aus der Sowjetunion nach Westdeutschland. Von 1977 bis 1980 besuchte er die Schauspielschule der Keller in Köln. Mark Zak hat in über hundert deutschen und internationalen Filmen mitgewirkt, unter anderem 2010 in The Tourist und 2014 in Bridge of Spies. Er hat drei Töchter und lebt mit seiner Frau in Köln.

## Veröffentlichungen
- 1986: Ich wandle auf Deutschlands Straßen, Gedichte, Eigenverlag
- 1993: Hasenhasser hassen Hasen, SaTierischer Ernst, Protextverlag
- 2013: Glaube Liebe Mafia, Kriminalroman, Kiepenheuer & Witsch
- 2013: Glaube Liebe Mafia, ein Fall für Josif Bondar,  Hörspiel, WDR
- 2014: Glaube Liebe Mafia, die Frau des Paten,  Hörspiel, WDR
- 2015: Begleitagentin, Theaterstück, Verlag Jussenhoven & Fischer
- 2017: Erinnert euch an mich, Machno und seine anarchistische Armee, Feature, DLF
- 2018: Kiew 1918 – ein Festgelage wie zur Zeiten der Pest, Feature, DLF
- 2018: Erinnert euch an mich. Über Nestor Machno. Porträt des ukrainischen Anarchisten. Mit einem Nachwort von Bini Adamczak,  Edition Nautilus
- 2021: Der heilige Doktor von Moskau, Dokuhörspiel, Domradio
- 2022: Ich war ein praktisches Mädchen – Das ukrainische Tagebuch meiner Mutter, Feature, DLF

## Filmografie
- 1990: The Man Inside – Tödliche Nachrichten (The Man Inside)
- 1995: Bohai Bohau
- 1997: Schimanski – Blutsbrüder
- 1997: Mafia, Pizza, Razzia (Kurzfilm)
- 1998: Sperling (Fernsehserie, Folge Sperling und der brennende Arm)
- 1998: Anwalt Abel (Fernsehserie, Folge Todesurteil für eine Dirne)
- 1998–2005: Ein Fall für zwei (Fernsehserie, verschiedene Rollen, 3 Folgen)
- 1999: Bang Boom Bang – Ein todsicheres Ding
- 1999: Pola X
- 1999: Ein starkes Team – Die Natter
- 2000: Stan Becker – Ein Mann ein Wort
- 2000: Polizeiruf 110 – Ihr größter Fall
- 2000: Adelheid und ihre Mörder (Fernsehserie, Folge Rundum sorglos e. V.)
- 2000: Tatort – Die Frau im Zug
- 2001: Tatort – Und dahinter liegt New York
- 2001: Duell – Enemy at the Gates (Enemy at the Gates)
- 2001–2008: Der Alte (Fernsehserie, verschiedene Rollen, 3 Folgen)
- 2002–2016: SOKO Leipzig (Fernsehserie, verschiedene Rollen, 3 Folgen)
- 2002: Tatort – Rückspiel
- 2002: Der Felsen
- 2002: Der Landarzt (Fernsehserie, Folge Flucht)
- 2002: Ein starkes Team – Kinderträume
- 2002: Hotte im Paradies
- 2003: Tatort – Leyla
- 2004: Alphateam – Die Lebensretter im OP (Folge 219)
- 2004: Tatort – Mörderspiele
- 2004: Autobahnraser
- 2004: Agnes und seine Brüder
- 2004: Der Stich des Skorpion
- 2004–2007: Küstenwache (Fernsehserie, verschiedene Rollen, 2 Folgen)
- 2005: Großstadtrevier (Fernsehserie, Folge Die Geister, die ich rief)
- 2006: Goldene Zeiten
- 2006: Klimt
- 2006: Fay Grim
- 2006–2011: Alarm für Cobra 11 – Die Autobahnpolizei (Fernsehserie, verschiedene Rollen, 3 Folgen)
- 2007: Unter anderen Umständen – Bis dass der Tod euch scheidet
- 2007–2011: Der Staatsanwalt (Fernsehserie, verschiedene Rollen, 2 Folgen)
- 2007: Der Mungo (Kurzfilm)
- 2007–2023: SOKO Köln (Fernsehserie, verschiedene Rollen, 3 Folgen)
- 2008: Speed Racer
- 2008: Balkan Traffic – Übermorgen Nirgendwo
- 2009: Fräulein Stinnes fährt um die Welt (Dokumentarfilm)
- 2010: The Tourist
- 2010–2013: SOKO Wien (Fernsehserie, verschiedene Rollen, 2 Folgen)
- 2010–2014: SOKO München (Fernsehserie, verschiedene Rollen, 3 Folgen)
- 2011: Der Himmel hat vier Ecken
- 2011: Der Mann mit dem Fagott
- 2011: Hotel Lux
- 2011: Wunderkinder
- 2013: Scherbenpark
- 2013: Mord in Eberswalde
- 2014, 2022: Rote Rosen (Fernsehserie)
- 2013: Kückückskind
- 2014: Stereo
- 2014: Bridge of Spies – Der Unterhändler (Bridge of Spies)
- 2015: Nord Nord Mord (Fernsehserie, Folge Clüvers Geheimnis)
- 2016: Marija
- 2017: SOKO Donau (Fernsehserie, Folge Der Praktikant)
- 2017: Nord bei Nordwest – Estonia
- 2018: Heldt – Dinner mit Verbrechen
- 2018: Werk ohne Autor
- 2018: Der Anfang von etwas
- 2018: Das Boot (Fernsehserie, Folge Gegen die Zeit)
- 2020: Spy City
- 2021: Wilsberg: Überwachen und belohnen
- 2022: Dr. Hoffmann – Die russische Spende
- 2022: Tatort: Propheteus
- 2023: WaPo Duisburg (Fernsehserie, Folge Doping)
- 2023: Herrhausen – Der Herr des Geldes
- 2024: Die Notärztin (Fernsehserie, 6 Folgen)
- 2024: Die Ermittlung
- 2024: Wäldern  (Fernsehserie, 2 Folgen)
- 2024: SOKO Stuttgart (Fernsehserie, Folge "Das Spukhaus")

## Hörspiele (Auswahl)
- 2013: Lothar Trolle: Judith – Regie: Walter Adler (Hörspiel – DLF/HR)
- 2014: Mark Zak (als Autor): Glaube, Liebe, Mafia – Die Frau des Paten (auch Sprechrolle) – Regie: Thomas Leutzbach (Hörspiel – WDR)
- 2015: David Zane Mairowitz: Inschallah, Marlov – Regie: Jörg Schlüter (Kriminalhörspiel – WDR)
- 2021: Jenseits der Zeit. Trisolaris-Trilogie nach Liu Cixin, Regie: Martin Zylka (Hörspiel – WDR)[3]
- 2023: Leticia Milano und Tina Müller: Die andere Frida – Regie: Claudia Johanna Leist (Hörspiel – WDR)[4]
- 2024: Lars Henriks und Moritz Haase: Dämonenjäger Ewald Heine – Regie: Thomas Leutzbach (Grusel-Hörspiel-Serie mit 10 Folgen – WDR)[5]